# 德罗讷河畔欧布泰尔
德羅訥河畔欧布泰尔（法語：Aubeterre-sur-Dronne，法語發音：[obtɛʁ syʁ dʁɔn]）是法国夏朗德省的一个市镇，位于该省南部，属于昂古莱姆区。

## 地理
德罗讷河畔欧布泰尔（45°16'18"N, 0°10'12"E）面积2.39 平方千米，位于法国新阿基坦大区夏朗德省，该省份为法国西部内陆省份，北起德塞夫勒省和维埃纳省，东临上维埃纳省，东南至多尔多涅省，南至多爾多涅省，西接滨海夏朗德省。
与德罗讷河畔欧布泰尔接壤的市镇（或旧市镇、城区）包括：博讷、拉普拉德、圣罗曼、佩里戈尔地区圣普里瓦。

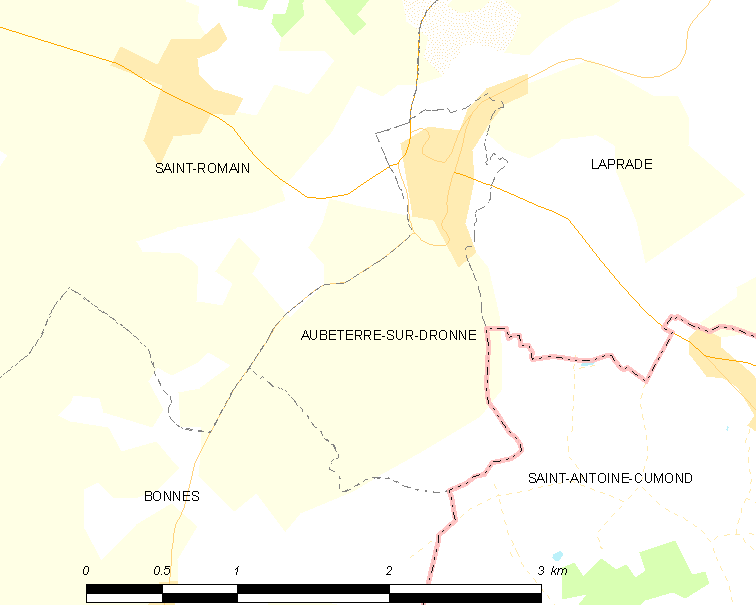
德罗讷河畔欧布泰尔的OSM定位图

德罗讷河畔欧布泰尔的时区为UTC+01:00、UTC+02:00（夏令时）。

## 行政
德罗讷河畔欧布泰尔的邮政编码为16390，INSEE市镇编码为16020。

## 政治
德罗讷河畔欧布泰尔所属的省级选区为蒂德-拉瓦莱特县。

## 人口

1962-2008年间德罗讷河畔欧布泰尔人口变化图示

德罗讷河畔欧布泰尔于2022年1月1日时的人口数量为318人。